# カルナローリ米

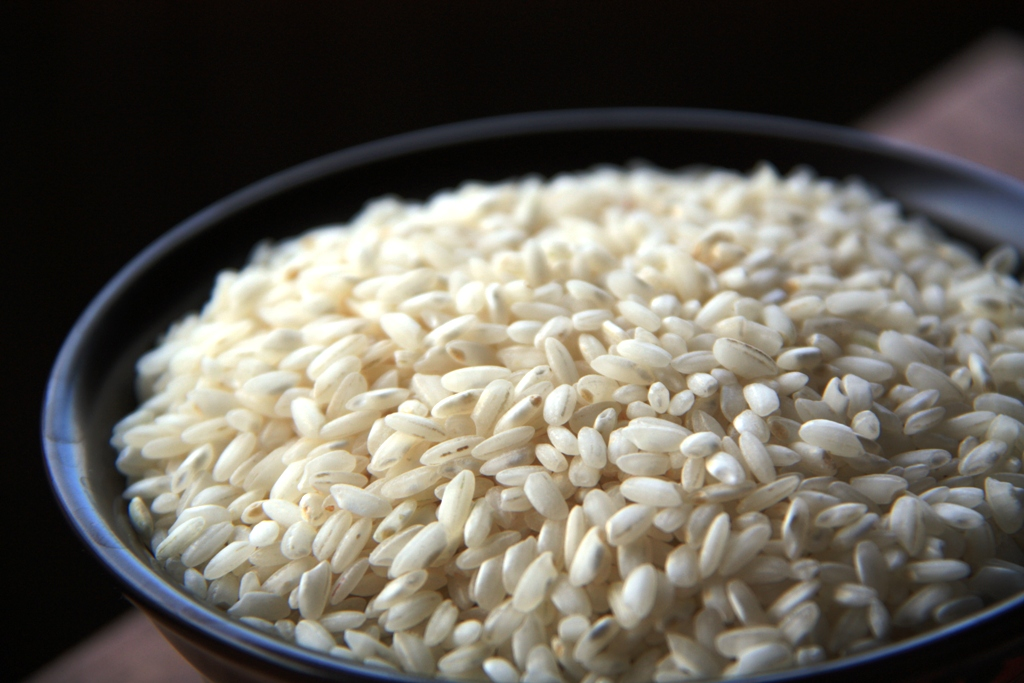
カルナローリ米

カルナローリ米（カルナローリまい）は、感応的品質と調理特性で選ばれたインディカ米の一種である。

## 歴史
カルナローリの歴史はエットレ・デ・ヴェッキが所有するパウッロの田んぼで、ヴィアローネ・ネロとレンシーノの交配を何度も試みて、1939年から1945年ごろに始まったようである。デ・ヴェッキの仕事に遺伝学者が協力し、エンテ・ナツィオナーレ・リージ（国立米局）の当時の政府委員であったエミリアーノ・カルナローリによって支援されていたかどうかは定かではない。名称はデ・ヴェッキとともに作業した農民の名前ないし、同名のエンテ・ナツィオナーレ・リージの監督官の名前を付けたいという願望に結びついているようである。
カルナローリが初めて品種登録されたのは1974年のことで、交配を行ったエットーレの従兄弟で、パウッロ出資のアキーレ・デ・ヴェッキがカルナローリの純粋性の保存を担当した 。
1983年に保存作業がエンテ・ナツィオナーレ・リージに引き継がれた後、国家登録簿に再登録され、純粋性保存の責任はエンテ・ナツィオナーレ・リージ自体が負うことになった。

## 概要
調味料を吸収する能力が高いことから、リゾットを作るのに非常に適した品種である。でんぷん含有量が高く、食感がしっかりしていて穀粒が長いという点でアルボリオと異なっている。カルナローリはアミロースの含有量が多く、煮崩れしにくいという特性を有している。米としては「超極細」に分類されており、しばしば「米の王」と呼ばれている。
イタリアで販売されている他の有名な品種の米（バルド米、アルボリオ、ローザ・マルケッティ）の場合と同様に、1958年3月18日の法律第325号（およびその後の改定）によって、同様の特徴を持つ他の超極細品種（カルニーゼやケオペなど）もカルナローリという名称で販売されている。
この品種の愛好家にとって重要なことは、認証された種子から生産されたカルナローリを探すことである。種子によるトレーサビリティーと真正性の保証は、この品種の特異性を見分けるための決定的な要素である。実際、ENSE（全国選出種子機構）が提供する認証サイクルで毎年更新される認証種子の使用により、本物の味を味わうことができるはずである。
この品種はロメリーナ、ロンバルディア州、デルタ・デル・ポーの水田でも作られている。